# 塞塔拉 (塞塔拉區)
36°43′N 6°20′E / 36.717°N 6.333°E

塞塔拉（阿拉伯语：‎），是阿爾及利亞的城鎮，位於該國東北部，由吉傑勒省負責管轄，是塞塔拉區的首府，處於吉傑勒東南面68公里，2009年該城鎮人口15,155人。